# قاضی خونخوار
قاضی خونخوار (انگلیسی: The Bloody Judge) یک فیلم ترسناک به کارگردانی خسوس فرانکو است که در سال ۱۹۷۰ منتشر شد.

## بازیگران
- کریستوفر لی
- ماریا شل
- لئو گن
- ماریا رم
- مارگارت لی
- پیتر مارتل
- هوارد ورنون
- میلو کسادا